# Émile Coquibus
Émile Marie  Coquibus, né le 13 janvier 1874 à Malans (Haute-Saône) et mort le  1er octobre 1915 à Souchez (Pas-de-Calais) est un officier de l'armée française et un  photographe français.

## Biographie
Les parents d'Émile Coquibus sont vignerons. À 18 ans,  Émile s'engage, pour 4 ans,  dans l'armée. Il est, le 18 janvier 1892 , soldat dans le 137e régiment d'infanterie. Le 18 septembre de la même année il est nommé caporal, puis sergent le 11 avril 1894. Le 13 décembre 1895 il se rengage pour 2 ans ; il renouvelle son réengagement pour 2 ans en 1897. Il suit alors les cours de l'École maritime d'infanterie comme élève officier. Il est nommé sous-lieutenant, puis, le 1er avril 1900, lieutenant. Le 11 août 1900 il intègre le 3e régiment d'infanterie de marine. Il participe alors à plusieurs campagnes militaires : au Soudan du 8 février 1901 au 17 janvier 1905, au Sénégal du 24 mai 1907 au 29 janvier 1911, période au cours de laquelle il est promu capitaine. 
Émile Coquibus se marie le 28 octobre 1911 avec Marie Etiennette Celina Gras. Le couple a deux  filles (l'une est née en 1912 et l'autre en 1914).
Du 27 novembre 1912 au 25 octobre 1914 il part, avec sa famille, à Madagascar où il sert au 3e régiment de tirailleurs malgaches. La première guerre le conduit à quitter Madagascar en octobre 1914. Il participe aux combats avec le 43e, puis le 21e régiment d'infanterie coloniale. Il est tué le 1er octobre 1915.

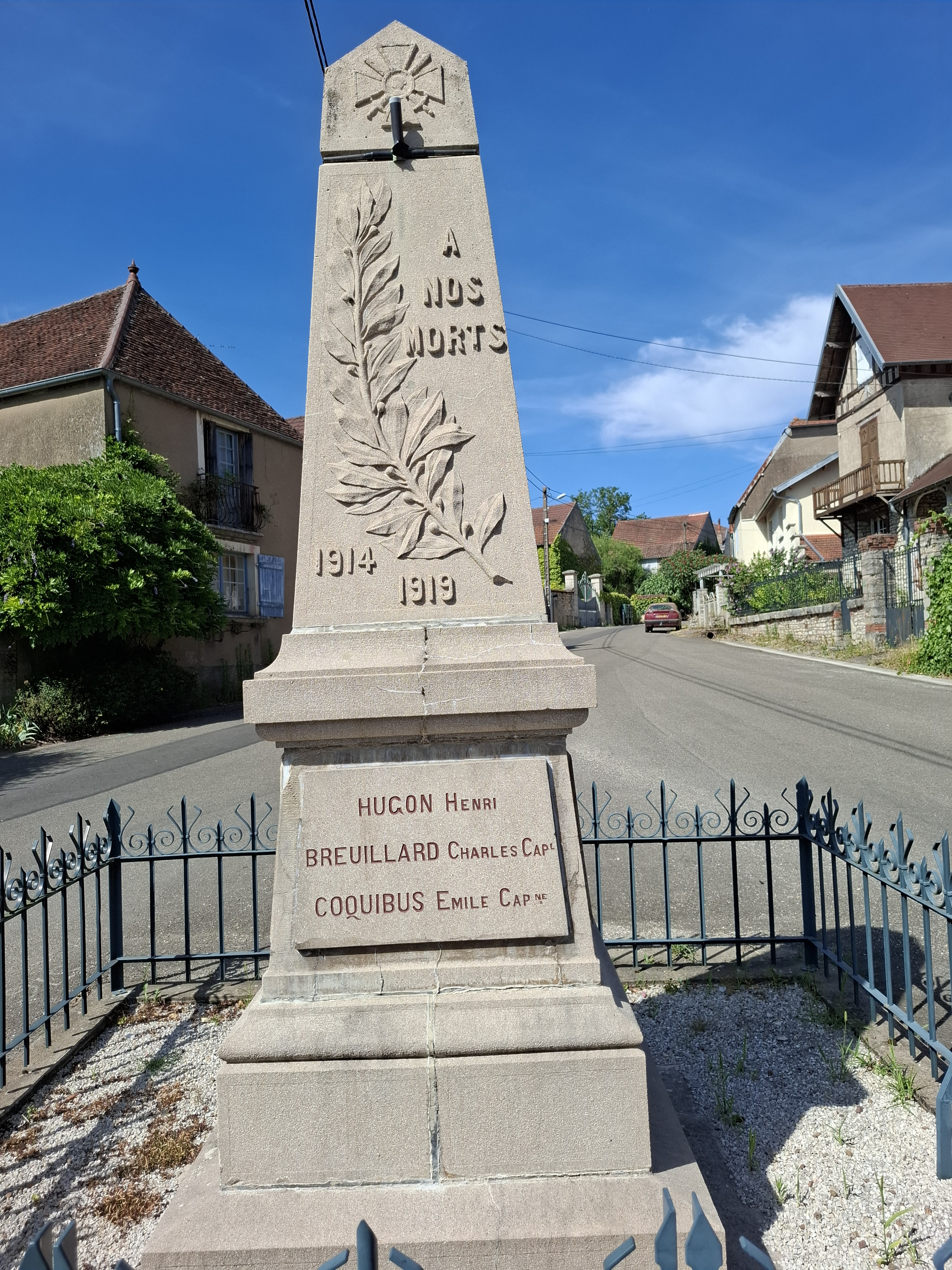

Lors de ses campagnes militaires Coquibus contribue à l'organisation, à l'administration des territoires colonisés. Il est chargé de reconnaissance topographique et de cartographie, il s’occupe approvisionnement, de recensement des populations. Lors  de son séjour en Haute-Guinée en 1901 il reçoit de France, son premier appareil photographique. La photo devient le complément de ses journaux de bord tenus de façon quasi-ininterrompue au cours de ses campagnes militaires.
Émile Coquibus est nommé Chevalier de la légion d'honneur en juillet 1914.

## Photographie et carnets de campagne
Émile Coquibus laisse deux milliers de photographies sur verre et sept cahiers manuscrits  Cette collection est confiée à l'Établissement de communication et de production audiovisuelle de la Défense (ECPAD) par les héritiers du capitaine Coquibus, en 2011.  
En octobre 2015, Lucie Moriceau publie les carnet sous le titre Journaux d'Afrique (1901-1910). L'ECPAD présente le  contenu de l'ouvrage : "Son témoignage et ses photographies constituent une source inédite et traduisent le séisme des bouleversements culturels et sensoriels vécus par cet officier de la « Coloniale » : le vertige de la découverte d’un continent et de ses peuples, l’âpre réalité des missions de terrain voire la désillusion, à rebours de l’imaginaire exotique et civilisateur vanté par la propagande métropolitaine."

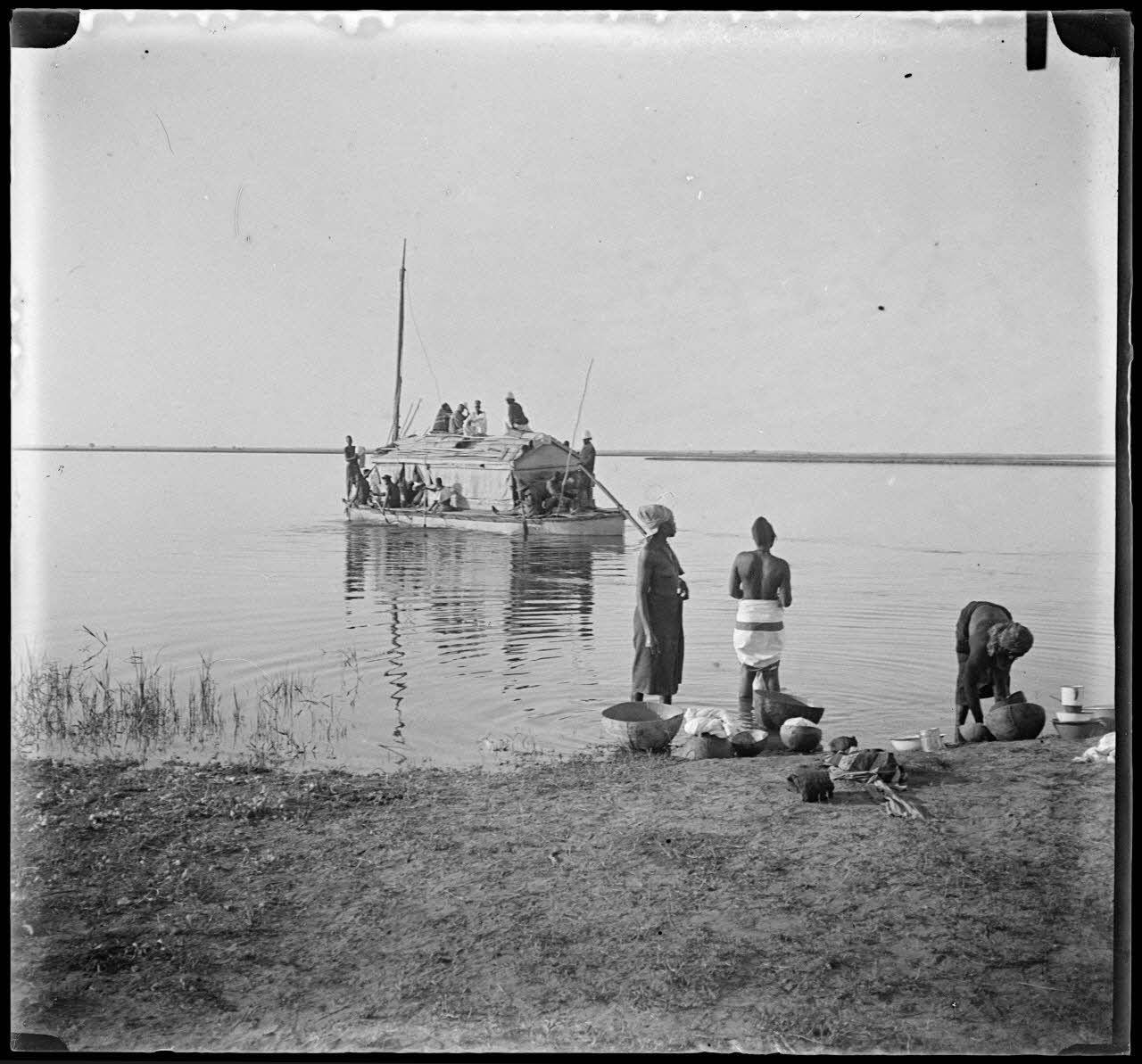
Un chaland sur le fleuve Niger en 1907, photo par Emile Coquibus © ECPAD/fonds Émile Coquibus/Émile Coquibus